# Kristijan Đurasek
Kristijan Đurasek (Varaždin, República Socialista de Croacia, 26 de julio de 1987) es un ciclista croata.
El 15 de mayo de 2019 fue suspendido de manera provisional por estar implicado en la Operación Aderlass. El 13 de noviembre fue sancionado con cuatro años, hasta el 14 de mayo de 2023, por uso de métodos y/o sustancias prohibidas entre 2016 y 2019 y le fueron anulados todos sus resultados desde el 4 de octubre de 2016 hasta la fecha de la suspensión provisional.

## Palmarés
| 2007 - 2.º en el Campeonato de Croacia Contrarreloj 2008 - 3.º en el Campeonato de Croacia en Ruta 2009 - Campeonato de Croacia en Ruta 2011 - Campeonato de Croacia en Ruta - Campeonato de Croacia Contrarreloj - Gran Premio Folignano - Trofeo Internacional Bastianelli | 2012 - 2.º en el Campeonato de Croacia Contrarreloj - 2.º en el Campeonato de Croacia en Ruta 2013 - Tres Valles Varesinos 2015 - Tour de Turquía - 1 etapa de la Vuelta a Suiza \| Resultados anulados desde el 4 de octubre de 2016 al 15 de mayo de 2019 \| \| ----------------------------------------------------------------------- \| \| 2017 - 1 etapa del Tour de Croacia \| |
| Resultados anulados desde el 4 de octubre de 2016 al 15 de mayo de 2019 | |
| 2017 - 1 etapa del Tour de Croacia | |

## Resultados en Grandes Vueltas y Campeonatos del Mundo
| Carrera         | Carrera         | 2006 | 2007 | 2008 | 2009 | 2010 | 2011  | 2012  | 2013 | 2014 | 2015 | 2016 | 2017 | 2018 | 2019 |
| --------------- | --------------- | ---- | ---- | ---- | ---- | ---- | ----- | ----- | ---- | ---- | ---- | ---- | ---- | ---- | ---- |
|                 | Giro de Italia  | —    | —    | —    | —    | —    | —     | —     | 68.º | —    | —    | —    | —    | —    | —    |
|                 | Tour de Francia | —    | —    | —    | —    | —    | —     | —     | —    | 46.º | 76.º | 51.º | 50.º | 40.º | —    |
|                 | Vuelta a España | —    | —    | —    | —    | —    | —     | —     | —    | —    | 63.º | 67.º | —    | —    | —    |
| Mundial en Ruta | Mundial en Ruta | —    | Ab.  | —    | —    | —    | 142.º | 117.º | Ab.  | 47.º | Ab.  | —    | —    | —    | —    |

—: no participa

Ab.: abandono